# Elongatocontoderus fuscofasciatus
Elongatocontoderus fuscofasciatus är en skalbaggsart som beskrevs av Stefan von Breuning 1977. Elongatocontoderus fuscofasciatus ingår i släktet Elongatocontoderus och familjen långhorningar. Inga underarter finns listade i Catalogue of Life.